# Ritzing (Austria)
Ritzing è un comune austriaco di 890 abitanti nel distretto di Oberpullendorf, in Burgenland. Il 1º ottobre 1932 ha inglobato il comune soppresso di Helenenschacht.